# La Ronde autour du monde
La Ronde autour du monde est un poème de Paul Fort, qui a été récité par le poète lui-même et enregistré sur vinyle en 1913. Le texte est un appel à la fraternité humaine.

## La chanson
Sergio Endrigo a dit dans une entrevue que, dans le roman de Louis Aragon Les Cloches de Bâle, avant le début de la Première Guerre mondiale, à Bâle, pour éviter la guerre imminente, il y avait une grande fête avec procession de petits garçons et filles habillés comme des anges chantant le poème de Paul Fort. Il a donc décidé de la traduire en italien et d'en faire une chanson.

## Reprises
- 1967 : Bruno Lauzi
- 1970 : Marisa Sannia